# Església de fusta de Kvernes

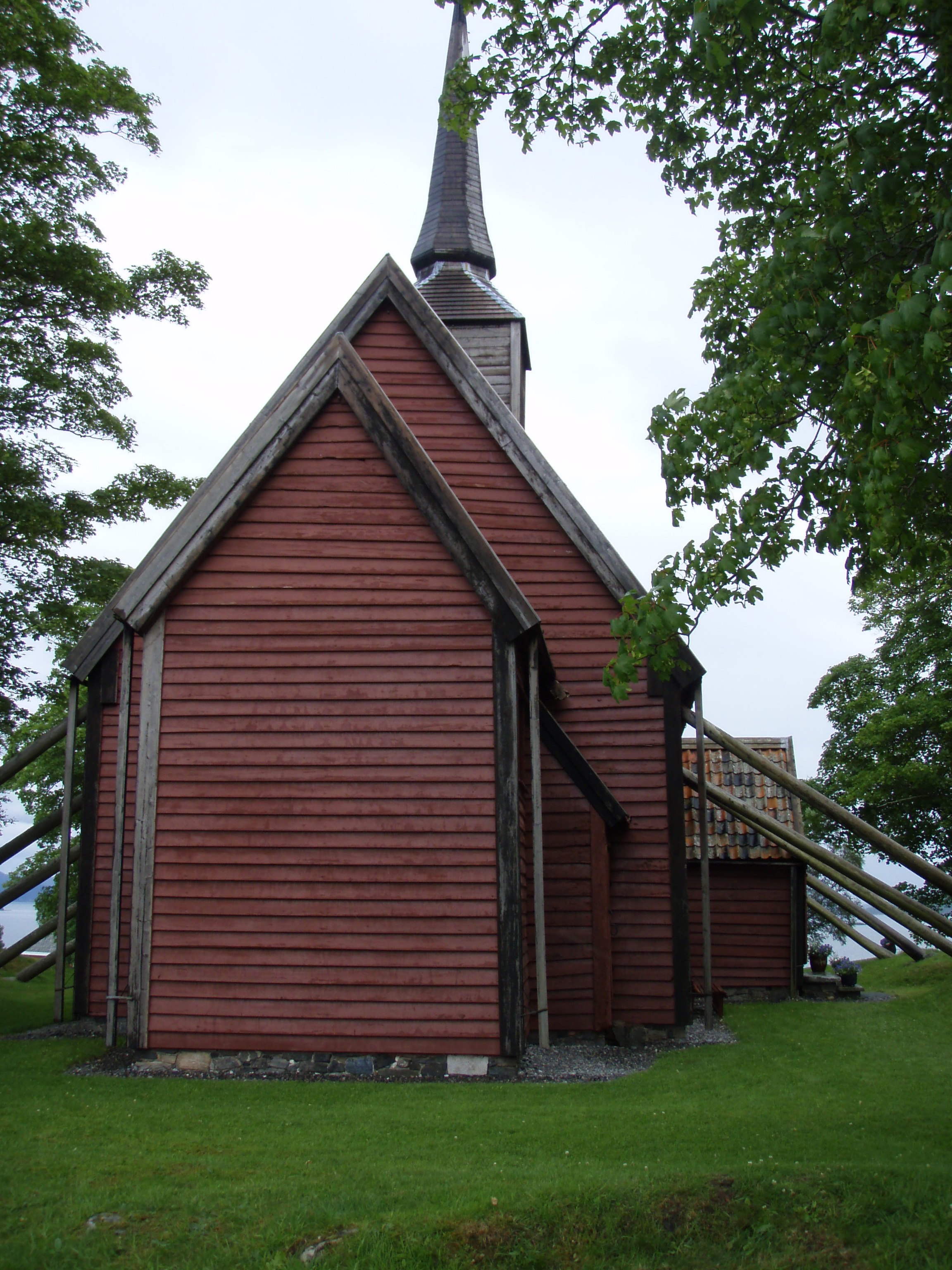
L'església vista des de l'orient. S'aprecien els puntals que suporten als murs.

L'església de fusta de Kvernes és una stavkirke del municipi d'Averøy, Noruega, construïda a la segona meitat del segle xiv.
És una stavkirke de tipus B, també anomenat «de nau única», i pertany al subgrup de Møre. Inicialment va ser construïda com una església-saló amb nau rectangular i cor lleugerament menys ample que aquella. L'any 1633 va ser àmpliament remodelada; el cor original de tècnica stavverk va ser substituït per un nou en lafteverk, el corredor exterior va ser derrocat i el portal occidental va ser mogut cap al costat meridional de l'església. L'any 1776 va ser novament remodelada, i de nou el 1810, quan es va afegir la torre sobre la part occidental del cavallet del sostre.

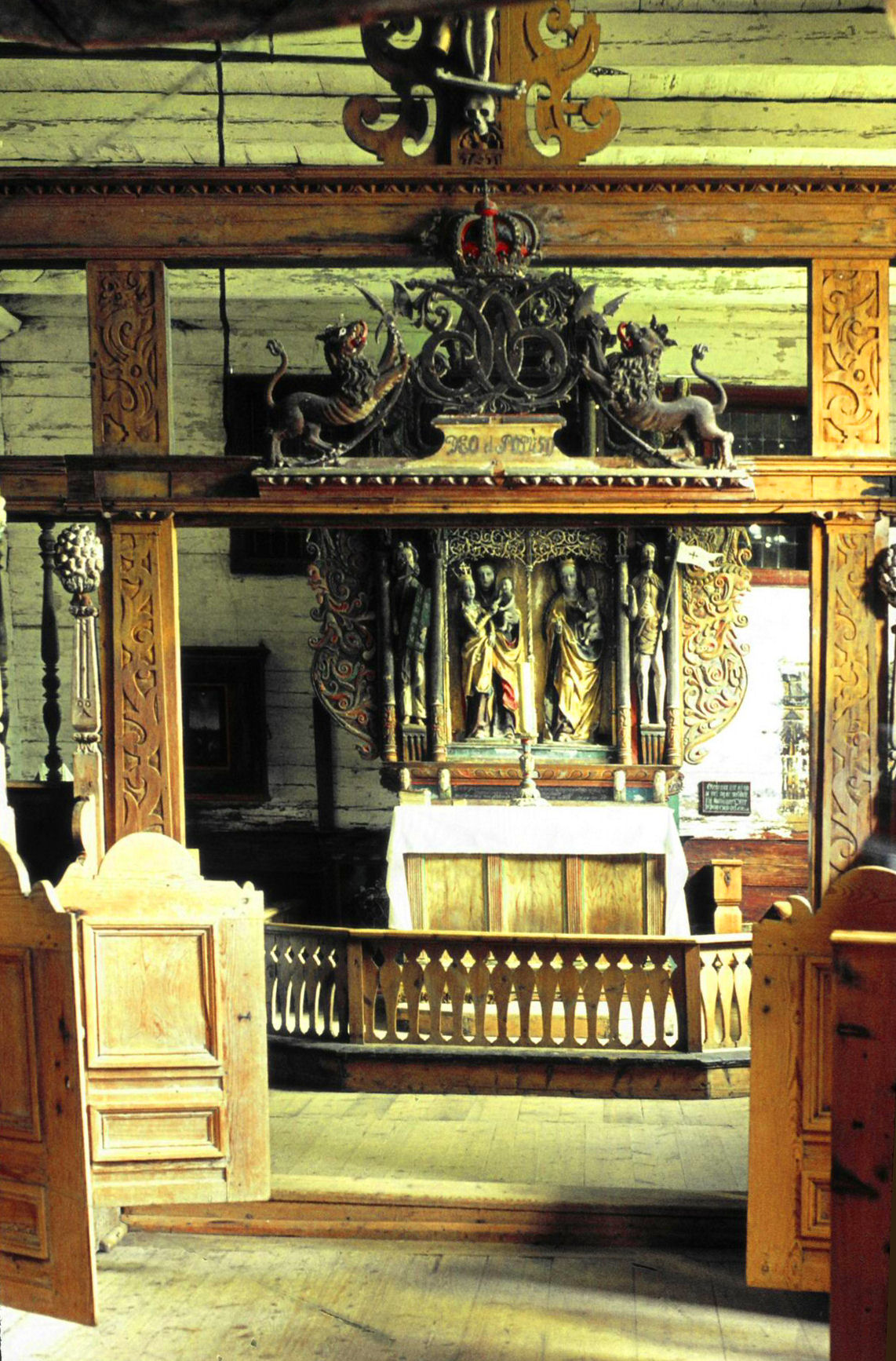
La divisió del cor (en primer pla) i l'altar medieval.

A més dels pals raconers (stav), hi ha pals enmig dels murs i un més enmig de la nau. En els costats nord i sud l'església té puntals que proporcionen suport addicional als murs, característica aquesta última només compartida amb l'església de fusta de Rødven.
L'any 1893 es va consagrar la nova església de Kvernes, de maçoneria, que es localitza al sud-oest de la stavkirke. L'any 1894 la stavkirke va ser venuda per la parròquia a un grup de persones de Kristiansund, que van considerar el seu trasllat al Museu de Nordmøre d'aquesta ciutat, però finalment la van donar a la Societat per a la Conservació de Monuments Antics Noruecs. Aquesta societat és l'actual propietària del temple; no obstant, aquesta segueix sent utilitzada amb finalitats religiosos.